# とじこ豆
とじこ豆（とじこまめ）とは、九州の主に熊本県で作られる郷土菓子。
小麦粉ベースの甘い生地に炒った大豆や落花生などの豆を混ぜ、巻きすで形を整えて固めたものである。1センチほどの幅に切って食する。「とちこ豆」などともいう。

## 概要
とじこ豆は、九州地方の郷土菓子。主に熊本県で製造、消費されている伝統的な菓子である。
小麦粉と砂糖を混ぜたの甘い生地に、炒った大豆などの豆類を混ぜ、巻いて形を整えて固めたものである。
行事や祭りなどの年中行事の際に作られる事が多く、熊本県の山鹿市菊鹿地区では昔から冠婚葬祭で必ず出る菓子で、おせちなどの正月料理と一緒に作られ食べられている定番菓子である。元々は農民などの保存食として作られていたものであり、農繁期の作業のおやつにしたり、お土産にしたりしていた。炭火で炙って食べていた。
地域によって作り方に様々な差異があり、砂糖も黒砂糖だけでなく三温糖、きび砂糖、または、それらをブレンドしてコクを出すなど材料に家庭や地域でバリエーションがある。
元々は大豆を入れるのが主流だったが、近年は歯ごたえの良いピーナッツ(落花生)を代用するものが増えている。

## 名前の由来
名前の由来は甘い小麦粉の生地で大豆をとじこめたという意味で名付けられた。「とじこ豆（とちこ豆、としこ豆ともいう）」。

## 作り方
材料例
- 小麦粉
- 砂糖（黒砂糖、三温糖、きび砂糖、またはそのブレンド）
- 炒った大豆（またはピーナッツ）
- 水
- 油
- 竹の皮（包む用）

※家庭や地域によっては、生地に柚子やしょうがを加えることもある。
作り方
1. 鍋に砂糖と水を入れて加熱し、砂糖が溶けたら炒った大豆（またはピーナッツ）を加える。
2. 豆がやわらかくなったら小麦粉を加えて混ぜ、生地を練り上げる。
3. フライパンに油をひき、生地が透明になるまで練り続ける。
4. 練り上げた生地を竹の皮で包み、蒸して仕上げる。

※蒸さずに、巻きすに巻いて成形する簡易な作り方も伝わっている。